# Alchemilla rizensis
Alchemilla rizensis är en rosväxtart som beskrevs av B. Pawl.. Alchemilla rizensis ingår i släktet daggkåpor, och familjen rosväxter. Inga underarter finns listade i Catalogue of Life.